# 증폭 회로
증폭 회로는 신호의 세기(전력)를 높이기 위해 쓰이는 전기 회로이다. 증폭 회로를 통과한 출력 신호는 원래 입력신호와 모양이 같다.

## 증폭의 특성 요소
증폭기의 질은 다음과 같은 요소에 의해 특성화된다:
- 이득(증폭도, Gain), 입력과 출력의 크기 비.
- 대역폭(Bandwidth), 처리 가능한 주파수 범위
- 효율(Efficiency), 전체 증폭을 위해 사용한 전력 소모량 대 출력에 나타난 전력량의 비.
- 선형성(Linearity), 입력 신호에 대해 출력에 나타난 신호 왜곡의 정도.
- 잡음(Noise), 증폭회로에서 원하지 않게 추가되는 불필요한 신호.
- 출력 범위(Output dynamic range), 출력에서 유용한 가장 작은 신호 레벨의 정도와 가장 큰 신호 레벨의 비.
- 슬로우 비(Slew rate), 출력의 신호가 변화하는 최대 비. (시간적 변화에서).
- 스텝 응답(step response)에서의 상승 시간(Rise time), 설정 시간(settling time) 그리고 과도반응(overshoot) 등의 특성.
- 증폭기에서 신호 피드백에 의한 신호 발진을 피하기 위한 안정도(Stability)

증폭회로의 선형성이 깨지면 특정 전압에서 신호 왜곡이 올 수 있다. 신호 측면에서 전압의 크기는 설계된 양 끝단에 잘 나타난다.
잡음은 신호의 크기에 따라 영향을 받는다. 전압이 상당히 낮으면 증폭과정에서 잡음이 끼어들 가능성이 높다. 따라서 회로 설계 뿐만 아니라 PCB 설계 등에서 영향을 받지 않도록 고려할 상황이 발생하기도 한다.

## 신호 형태에 따른 회로의 분류
증폭 시, 이득(gain)은 입력된 신호의 전압과 출력된 전압의 비인 전압 이득(Voltage gain)과 입출력의 전력 측면에서 따지는 전력 이득(power gain)으로 정의된다. 때로는 전류의 이득도 생각할 수 있다. 이때 사용하는 단위는 데시벨(decibels, dB)을 많이 사용한다.
증폭기의 유형은 다음과 같은 네 가지로 분류할 수 있다:
- 전압 증폭기(voltage amplifier) – 가장 일반적인 증폭의 경우로, 신호가 전압의 변화로 정보화된 입력에 대해 더 높은 전압 신호를 얻는다. 입력 임피던스는 높고 출력 임피던스는 작다.
- 전류 증폭기(current amplifier) – 신호가 전류로 크기로 변화하는 신호를 입력하여, 출력을 전류의 크기로 변화하는 신호로 처리하는 증폭기이다. 입력 임피던스는 작고 출력 임피던스는 높다.
- 트랜스컨덕턴스 증폭기(transconductance amplifier) – 입력되는 전압으로 규정된 신호를 전류 신호의 크기로 출력한다.
- 트랜스레지스턴스 증폭기(transresistance amplifier) – 전류 입력에 대응하는 전압 신호를 출력한다. 다른 말로는 트랜스임피던스(transimpedance amplifier) 또는 전류-전압 변환기(current-to-voltage converter)라고도 한다.

## 증폭 회로의 분류
증폭 회로는 처리하는 입출력 신호와 증폭 방식, 사용 용도 등에 따라 다양한 구성을 갖는데, 대체로 세 가지 범주로 구분한다.
- 소신호 증폭기 (Small Signal Amplifier)
- 저주파 전력 증폭기
- 전력 증폭기 (Power Amplifier)

실제 증폭 회로를 만들때는 제작 비용, 소모 전력량, 사용 부품, 증폭 효율, 출력 부하, 품질 등 여러 요소를 따져 절충점을 찾는 노력이 필요하다.

### 공통 단자에 따른 분류
증폭 회로에 쓰인 능동 부품 (주로 트랜지스터)의 어느 단자가 접지되었는지에 따라 다음과 같이 나눈다.
(능동 부품으로 바이폴라 트랜지스터를 사용할 경우)
- 공통 이미터
- 공통 콜렉터
- 공통 베이스

각각의 증폭 회로는 사용용도에 차이가 있다. 또한 능동 부품으로 진공관이나 전계효과 트랜지스터를 사용할 경우 다른 명칭을 사용한다.

### 기능에 따른 분류
- 서보 증폭기 : 증폭기 자체에 되먹임 루프를 가지고 있어서 입력의 변화에 상관없이 출력을 일정하게 유지한다. 회전 속도가 일정해야 하는 전동기 등에 쓰인다.
- 선형 증폭기 : 주파수와 무관하게 일정한 증폭비율을 갖는 증폭기를 뜻한다. 증폭 비율이 주파수에 따라 달라지는 경우(특정한 주파수의 신호에 쓰이는 증폭기)는 비선형 증폭기이다.
- 전파 증폭기 : 전파 신호 (높은 주파수의 전자기파)를 증폭하는 증폭기.
- 음성 증폭기 : 음성 신호를 증폭하는 증폭기, 특히 스피커를 구동하는 데 많이 쓰인다.
- 연산 증폭기 : 저전력 증폭기의 특별한 경우로, 입력 신호의 연산 과정을 통해 특정한 출력을 얻는 회로에 쓰여 연산 증폭기라고 부른다.

### 전압, 전류, 전력 증폭기
전압만을 증폭하거나 (전압 증폭기) 전류만 증폭하는 경우 (전류 증폭기), 또 전류와 전압을 모두 증폭하는 경우 (전력 증폭기)에 따라 증폭기를 분류한다.

## 증폭 회로의 구현
증폭 회로는 보통 트랜지스터나 진공관으로 만든다. 다만 마이크로파 혹은 초고주파 신호를 증폭하기 위한 증폭기는 다른 부품을 이용하기도 한다. 여기서 트랜지스터에는 BJT, 전계효과 트랜지스터, HBT, HEMT 등이 있다.

## 증폭 회로의 등급
아날로그 증폭 회로의 경우 A, B, AB, C 등급으로 구분하고, 이는 입력신호의 전체 위상(360도) 중 어느 부분을 증폭할 수 있느냐에 따라 구분한다.
- A 클래스 : 입력신호를 전부 증폭한다. (0-360도 위상 전부를 증폭할 수 있다)
- AB 클래스 : 증폭가능한 입력신호의 위상이 0-180도(B 클래스)보다는 넓지만 0-360도(A 클래스)에는 이르지 않는다.
- B 클래스 : 입력신호 주기의 절반만 증폭한다 (위상 0-180도의 범위 안에 있는 입력신호만 증폭한다.)
- C 클래스 : 증폭 가능한 입력 신호의 위상 범위가 0-180도(B 클래스)보다 좁다. 매우 좁은 범위의 신호만을 증폭할 수 있다.

이에 대한 자세한 내용은 아래에 설명된 그림을 통해 쉽게 알 수 있다. 단 이 그림에는 바이어스 회로 등이 간결한 설명을 위해 생략되어있다.

### A 클래스
입력 신호를 손실 없이 전부 증폭할 수 있지만 증폭기의 효율이 낮다. 보통 소신호 증폭기, 고급 오디오용 증폭기에 많이 사용한다.

### B 클래스
B 클래스 증폭기는 전체 입력 신호 주기의 절반만을 증폭한다. 이 형식의 증폭기는 나머지 절반의 주기는 증폭하지 않고 버린다. 따라서 출력 신호의 변형 (distortion)이 크다. 하지만 A 클래스의 증폭기에 비해 증폭 효율이 매우 높다는 장점이 있다.
보통 B 클래스 증폭기는 쌍으로 연결해 쓰는 경우가 많다. 이를 push-pull 구성이라 부르는데, 서로 반대 위상의 신호 증폭기 두 개를 병렬로 연결해 사용하면, 한쪽의 B 클래스 증폭기가 증폭하지 못한 신호에 대해 다른쪽의 B 클래스 증폭기가 동작하므로 증폭 효율도 높이고 A 클래스 증폭기와 비슷한 출력을 얻을 수 있다는 장점이 있다. 단 증폭기 두 개가 서로 별개로 동작하면서 생기는 약간의 출력 신호의 잡음(crossover distortion)에 대한 문제가 있을 수 있다. B 클래스 대신 AB 클래스 증폭기를 사용하면 이런 문제를 줄일 수 있다.

#### 반전 되먹임
출력 신호와 입력 신호의 차를 구해 이를 입력 단자에 연결하면 (반전 되먹임 방식) 전체적인 증폭 이득은 줄어들지만 대신 잡음을 줄이는 효과를 얻을 수 있다. 또한 선형성을 증가시켜 주파수 특성이 좋아진다.

### C 클래스
1. C급은 반 사이클의 시간보다 더 짧은 시간만 전류가 흐르므로 출력파형은 큰 왜곡을 동반하고 효율이 높아 보통 고주파 전력 증폭에 널리 사용된다.
2. C급 증폭기의 특징

- C급 증폭 회로는 반주기 동안에만 동작하며, 동작점은 역할성 영역이다.
- 일그러짐이 매우 크다.
- 효율은 78.5% 이상이다

### D 클래스
D 클래스 증폭기는 스위칭 전력 증폭기로 효율이 매우 뛰어나며, 입력 신호 모양과 유사한 아날로그 증폭기 출력과 달리 0 혹은 1의 일정한 크기의 출력을 나타낸다. 아날로그 신호의 변복조기, 직류 전동기의 제어나 파형 발생기 등에 사용되며, 높은 효율과 싼 가격으로 인해 고출력 서브 우퍼의 증폭기로도 사용되고 있다.

## 같이 보기
- 앰프
- 트랜지스터
- 연산 증폭기